# Johan Lulofs
Johan Lulofs (Zutphen, 5 augustus 1711 - Leiden, 4 november 1768) was een Nederlandse wiskundige en waterbouwkundige. Vanaf 1742 was hij aan de Universiteit Leiden hoogleraar in de wiskunde en de sterrenkunde en vanaf 1744 ook in de filosofie.
Hij werd in 1754 benoemd tot de eerste inspecteur-generaal van de Nederlandse rivieren. Johan Lulofs is de naamgever van de vroegere studievereniging, thans alumnivereniging Lulofs van alumni fysische geografie aan de Universiteit van Amsterdam.

## Levensloop

### Jeugd en opleiding
John Lulofs was de zoon van Jan en Maria Elisabet Odé, en werd op 7 augustus 1711 gedoopt. Hij doorliep het gymnasium in Zutphen, en begon in 1729 aan de studie filosofische wetenschappen aan de Universiteit Utrecht.
Op 9 november 1729 presenteerde hij in Utrecht zijn eerste verhandeling, getiteld Disputatio philosophica de causis, propter quas zona torrida est habitabilis. Hierin beredeneert Lulofs hoe leven in de tropen ondanks hoge temperaturen mogelijk is. 
Twee jaar later, op 15 juni 1731, verwierf hij onder Jacobus Odé de academische graad van Master in de wijsbegeerte met een verhandeling over het ontstaan van het noorderlicht. Uit beide studies blijkt zijn interesse in aardwetenschappelijke onderwerpen.
Hij vervolgde met een studie in de rechten aan de Universiteit Leiden. Bij terugkeer in Utrecht promoveerde hij in de rechten op 16 december 1734 onder de Duitse jurist Everard Otto met het proefschrift "de mathemat. et malefic." In dit werk had hij de betrekkingen tussen het Romeins recht en de wiskunde onderzocht.

### Vroege carrière
Lulofs begon zijn carrière als advocaat in zijn geboortestad. In die tijd maakte hij naam als vertaler. Zo vertaalde hij een werk vanuit het Engels van Richard Beutley, en publiceerde dit in 1738 als "Voornaamste waarheden."
In 1741 publiceerde hij een vertaling van de astronomische handleiding van het Engels Newton-aanhanger John Keill (1671-1721), getiteld "Introductio ad Verani physicam et veram astronomiam." Dit werk verscheen onder de titel Inleidinge tot de grondstoffen Natuur- en sterrekunde, van de Natuur- en sterrekundige Lessen (Leiden 1741).
Een tweede vertaling in hetzelfde jaar betrof een essay van Peder Horrebow, een Deense astronoom, over het heliocentrische wereldbeeld van Copernicus.

### Hoogleraar in Leiden
Mede door deze vertalingen werd Lulofs op 12 juni 1742 aan de Universiteit Leiden benoemd tot hoogleraar astronomie en wiskunde als opvolger van Willem Jacob 's Gravesande. Na aanvaarding hield hij op 18 september 1742 zijn inaugurele rede, getiteld De causis Astronomiae promotae. Bij deze leerstoel behoorde ook het beheer van de Leidse Sterrewacht.
Op 8 februari 1744 kreeg Lulofs een aanstelling als hoogleraar ethiek en metafysica, die hij op 22 juni 1744 inluidde met de rede De utilissimo, sed hactenus raro matheseos ac metafysica connublo.
In 1750 publiceert Lulofs in het Nederlands zijn boek Inleiding tot eene natuur- en wiskundige beschouwinge des aardkloots. Hierin presenteert hij een verzameling van alle in die tijd beschikbare kennis die over het ontstaan en de werking van de aarde.
In zijn hoedanigheid als Leids hoogleraar nam hij ook deel aan de organisatorische taken van de universiteit. In het studiejaar 1755-1756 diende hij hier als rector magnificus.
In 1752 werd Lulofs ook benoemd tot inspecteur-generaal van de rivieren in Holland en West-Friesland. Op 8 augustus 1736 werd hij buitenlands lid van de Koninklijke Pruisische Academie van Wetenschappen in Berlijn, en in 1752 lid van de Maatschappij der Wetenschappen in Haarlem.

### Inspecteur-generaal van 's Lands Rivieren
Vanwege zijn werk in de Nederlandse waterbouwkunde wordt Lulofs in 1754 als eerste benoemd tot inspecteur-generaal van 's Lands Rivieren. In het in deze periode door hem gepubliceerde Grond-beginselen der wynroey- en peilkunde, ten dienste der landgenooten wordt ingegaan op de noodzaak van het werken met dezelfde maatstaven en procedures en worden deze voor het Nederlandse waterbeheer voor het eerst vastgelegd. De benoeming van Lulofs wordt door sommigen gezien als het begin van een waterstaatsdienst die aan de wieg heeft gestaan van het latere Rijkswaterstaat.

## Betekenis
Lulofs heeft zelf geen belangrijke ontdekkingen gedaan of nieuwe theorieën gepubliceerd. Daarentegen is zijn bijdrage aan het verspreiden van wetenschappelijke kennis van belang geweest. Zijn eigen ideeën zijn verschenen in verschillende boeken en tijdschriften in zijn tijd. Ze handelden over zaken als de organisatie van het waterbeheer, astronomische waarnemingen, fysieke observaties en wiskundige aardrijkskunde. Johannes Lulofs publiceerde verschillende werken in het Nederlands wat door hem in het voorwoord van Inleiding tot eene natuur- en wiskundige beschouwinge des aardkloots werd verdedigd. Door het gebruik van de Nederlandse taal trachtte hij een groter publiek, zonder wetenschappelijke achtergrond, te bereiken. De ondertitel van dit werk is dan ook tot dienst der landgenooten. Ook het opzetten van de eerste maatstaven en procedures op het gebied van het watermanagement zijn aan Lulofs toe te schrijven.
Lulofs heeft geprobeerd om de wetenschappelijke kennis van zijn tijd ook theologisch te onderbouwen. Hij maakte deel uit van een stroming, die geen strikte scheiding maakte tussen natuurlijke theologie, natuurwetenschappen en filosofie. Hij was een vertegenwoordiger van de Verlichting in Nederland van de 18e eeuw, en bouwde voort op de traditie van Isaac Newton, Pieter van Musschenbroek en Willem Jacob 's Gravesande.

## Publicaties
- Disputatio philosophica de causis, propter quas zona torrida est habitabilis. Utrecht 1729
- Disputatio philosophica inauguralis de aurora horeali. Utrecht 1731
- Voornaamste waarheden. Amsterdam 1738
- Inleidinge tot de waare natuur- en sterrekunde, of de natuur- en sterrekundige lessen (...). Leiden 1741 (Vertaling van John Keill, Online)
- De zegepralende Copernicus of eene verhandelinge over het verschilzicht des jaarlykschen loopkrings, waar in uit een menigte van sterrekundige waarnemingen de beweginge des aardkloots rondom de zon betoogt word. Zutphen 1741, Leiden en Zutphen 1750, (Vertaling van Peder Horrebow)
- Oratio De causis Astronomiae promotae. Leiden 1742
- Oratio De utilissimo, sed hactenus raro matheseos ac metaphysics connublo. Leiden 1744
- Introductio ad cognitionem atque usum utriusque globi, institutionibus domesticis adoommodata. 1743–1748, 3. Delen, 1763
- Inleiding tot eene natuur- en wiskundige beschouwinge des aardkloots. (tot dienst der landgenooten) Leiden 1750.[6]
- Primae lineae theologiae naturalis theoreticae secundum normam emendatae ontologiae et pneumatologiae. Leiden 1756, 1768 (Online)
- De jure summi imperantis circa sacra. Leiden 1756
- Oratio De iis, quae in his regionibus astronomiae, praesertim practicae, cultui hactenus fuerunt impedimento. 1756
- Oratio funebris in obitum Johannis van den Honert, T. H. filii, S. S. theologiae doctoris. Leiden 1758
- Grond-beginselen der wynroey- en peilkunde, ten dienste der landgenooten. Leiden 1764 (Online)

## Publicaties over Johan Lulofs
- Abraham Jacob van der Aa: Biographisch Woordenboek der Nederlanden. J. J. van Brederode, Haarlem, 1865, Deel 11, p. 724, (Online)
- D. van Alphen: Levensbericht van Johan Lulofs. In: Jaarboek van de Maatschappij der Nederlandse Letterkunde. 1769 (Online)
- Rienk  Vermij. Johannes Lulofs als vertegenwoordiger van het newtonianisme in de Republiek. In: Gewina. Erasmus Publishing, Rotterdam, 1999, Jg. 22, Nr. 3, p. 136–150 (Online PDF) of (Andere uitgave online)

- Bibliothèque nationale de France: cb14064811s (data)
- Biografisch Portaal: 07079121
- Digitale Bibliotheek voor de Nederlandse Letteren: lulo004
- Gemeinsame Normdatei: 121787109
- International Standard Name Identifier: 0000 0000 8342 866X
- Library of Congress Control Number: n87106569
- Mathematics Genealogy Project: 112841
- Nationale Bibliotheek van Tsjechië: ola2011663079
- Nationale Bibliotheek van Israël: 987007271540205171
- Nederlandse Thesaurus van Auteursnamen: 070214417
- Système universitaire de documentation: 074450891
- Virtual International Authority File: 35321506
- WorldCat: E39PBJvMwhfh88J8RBJ9D3PYT3